# Llista UIAA dels 3.000 pirinencs
La Llista UIAA dels 3.000 pirinencs és una llista on hi surten tots els Tresmils situats al Pirineu, és a dir, els pics amb més de 3.000 metres d'altitud sobre el nivell del mar situats en aquesta serralada. Va ser realitzada per l'equip de Buyse l'any 1995, i finalment, es podia saber d'una manera més segura que les anteriors quants tresmils hi ha al Pirineu. Doncs resulta que hi ha 212 cims superior als tresmils metres al Pirineu (129 de principals i 83 de secundaris), molts més que la llista feta per la Unió Excursionista de Catalunya (UEC) l'any 1935, que només incloïa a la llista 39 cims. Posteriorment s'havia demanat que la Torre Cordier de 3.050 metres situada al Massís de la Maladeta. El pic tresmil més occidental és el Frondella Occidental, a Sallent de Gállego, Osca i el més oriental és el Montcalm, a l'Arieja, pel cantó francès.

## Llista dels tres-mils pirenaics
- Zona de Bachimala-Culfreda: Abeillé, Culfreda NE, Pic de la Pez, Pic Schrader, Punta Ledormeur, Culfreda, Lustou, Pic Marcos Feliu, Punta de l'Ibón, Culfreda Central, Petit Bachimala, Pic Port de la Pez, Punta del Sabre.
- Zona de Balaitús: Agulla Cadier, Balaitús, Frondella N, Torre Costerillou, Agulla d'Ussel, Frondella, Frondella SO, Frondella Central, Gran Facha.
- Zona de La Múnia: Heid, Petita Múnia, Serra Morena, Pointe des Aires, Troumouse, Robinyera.
- Zona de Maladeta-Aneto: Agulla Argarot, Agulla Cregüenya, Agulla Franqueville, Agulla Russell Superior, Aneto, Forca Estassen, Gendarme Schmidt Endell, Pic Abadías, Pic Coronas, Pic de Tempestats, Pic le Bondidier, Pic Mir, Primer Ressalt de Salenques, Punta d'Astorg, Punta Oliveras, Segon Ressalt de Salenques, Tuca de Culebres, Agulla Daviu, Agulla Haurillón, Agulla SW de Russell, Dent d'Alba, Torre de Salenques, Maladeta, Pic Coll de la Rimaya, Pic d'Alba, Pic de Vallibierna, Pic Maldito, Pic Russell, Punta Bretxa de Russell, Punta Delmás, Punta Russell Oriental, Torre Cordier, Tuca del Coll de Coronas, Agulla Escudier, Agulla Juncadella, Agulla Tchihatcheff, Espatlla d'Aneto, Gendarme d'Alba, Mola d'Alba, Pic Cordier, Pic d'Aragüells, Pic del Mig, Pic Margalida, Pic Sayó, Punta Bretxa de Tempestades, Punta Est de Vallibierna, Russell SE, Tuc de Mulleres.
- Zona de Néouvielle: Agulla Badet, Agulla Tourrat, Campbieil, Maou, Pic Lentilla, Premier Conseiller, Trois Conseillers, Badet, Dènt d'Estibèra Mala, Maubic, Pic Long, Punta Reboul Vidal, Turó de Néouvielle, Bugarret, Estaragne, Pale Crabounnouse, Pic de Nhèuvièlha, Ramougn.
- Zona d'Ordesa-Mont Perdut-Pineta: Astazu Occidental, Astazu Oriental, Casco de Marboré, Espatlla de Marboré, Gabieto Occidental, Brulle, Pitó SW del Cilindre, Anyiscle, Baudrimont NW, Cilindre de Marboré, Espatlla Esparets, Marboré, Pic Cascada Occidental, Punta de las Olas, Taillón, Baudrimont SE, Dit del Mont Perdut, Gabieto Oriental, Mont Perdut, Punta Escaleras, Torre de Marboré.
- Zona de Panticosa: Agulla Pondiellos, Argualas, Infierno Central, Algas, Arnales, Infierno Occidental, Algas N, Garmo Negro, Infierno Oriental.
- Zona de Perdiguero-Luchon: Agulla Central NW de Lézat, Agulla Inferior de Lézat, Belloc Central, Cap Dera Baquo Occidental, Crabioules Oriental, Fita E de Perdiguero, Petit Pic del Portilló, Pic Belloc, Pic de Gías, Pic Jean Arlaud, Pic Occidental de Clarabide, Pic Rabadà, Punta de Lliterola, Punta Mamy, Tuca de Lliterola, Agulla Central SE de Lézat, Agulla Jean Garnier, Belloc S, Cap Dera Baquo Oriental, Espijeoles, Fita W de Perdiguero, Perdiguero, Pic Camboué, Pic de Gourgs Blancs, Pic Lézat, Pic Oriental de Clarabide, Pic Royo, Punta Lacq, Seil Dera Baquo, Tusse de Remunye, Agulla de Lliterola, Agulla Superior de Lézat, Boum, Crabioules Occidental, Gran Quayrat, Maupas, Pic Audoubert, Pic de Clarabide, Pic Gourdon, Pic Navarro, Pic Portilló de Oô, Pic Saint Saud, Punta Lourde Rocheblave, Torre Armengaud.